# 由月杏奈
由月 杏奈（ゆづき あんな、1992年5月23日 - ）は、日本の元女優。東京都出身。パーフィットプロダクションに所属していた。
病気療養のため、2018年9月末をもって芸能界を引退。

## 人物
- 舞台・TVを中心に活動。
- 趣味は映画鑑賞・舞台観劇・エレキギター。
- 特技は日本舞踊。

## 出演

### テレビドラマ
- ガールズトーク〜十人のシスターたち〜（2012年10月9日、テレビ朝日）
- ガラスの家（2013年10月期、NHK総合） - 受付嬢 役
- 水曜ミステリー9 刑事長2（2014年5月14日、テレビ東京） - 有本真央 役
- 金曜プレステージ 森村誠一サスペンス 流氷の夜会（2014年8月1日、フジテレビ） - スポーツクラブ受付 役
- 水曜ミステリー9 特命おばさん検事！花村絢乃の事件ファイル3（2014年9月3日、テレビ東京） - 花村真里 役
- 月曜ゴールデン 北海道警察3 人質（2014年11月3日、TBS） - 水沢彩 役
- 大河ドラマ 花燃ゆ -大奥編-（2015年7月12日〜9月27日、NHK総合） - 御次 役
- 水曜ミステリー9 特命おばさん検事！花村絢乃の事件ファイル4（2015年8月5日、テレビ東京） - 花村真里 役
- 相棒 season15 第4話（2016年11月2日、テレビ朝日） - 柏木優奈 役
- 水曜ミステリー9 特命おばさん検事！花村絢乃の事件ファイル5（2017年1月11日、テレビ東京） - 花村真里 役
- 山女日記～山フェスに行こう～（2017年10月29日、NHK BSプレミアム） - 女性登山者 役

### 配信ドラマ
- 日本テレビ企画 地域創生ドラマ「Halo Halo House〜ホセのニッポン・ダイアリー〜」 第7・8話（2016年5月7日 - 6月25日、愛知県一宮市ケーブルテレビ） - エリカ 役
- BOYS AND MEN 主演「キスのカタチ」『蚕』（2016年4月16日 - ） - 夕子 役
- 民王番外編 秘書貝原と怪しい6人の客 第4話（2016年4月22日 - ）

### 舞台
- 雀組ホエールズ 第2回公演「ゴジラ」（2012年12月18日 - 23日、千本桜ホール）
- シス・カンパニー公演「今ひとたびの修羅」（2013年4月5日 - 29日、新国立劇場 中劇場）
- K（2014年8月6日 - 10日、六本木ブルーシアター）
- 神様はじめました THE MUSICAL♪（2015年3月21日 - 29日、東京芸術劇場 プレイハウス） - ツクネ 役、アンサンブル
- 神様はじめました THE MUSICAL♪2016（2016年1月15日 - 21日、AiiA 2.5 Theater Tokyo）
- 東京カンカンブラザーズ公演Vol.11「ウギーな桜」（2016年4月5日 - 10日、劇場MOMO）

### CM
- ナカヨ「NYC-iF」「NYC-2fll」(ビジネスホン)（2013年4月8日 - ）